# Taenitis intermedia
Taenitis intermedia är en kantbräkenväxtart som beskrevs av Masahiro Kato. Taenitis intermedia ingår i släktet Taenitis och familjen Pteridaceae. Inga underarter finns listade.